# Meridiano 9 E
O meridiano 9 E é um meridiano que, partindo do Polo Norte, atravessa o Oceano Ártico, Oceano Atlântico, Europa, África, Oceano Antártico, Antártida e chega ao Polo Sul. Forma um círculo máximo com o meridiano 171 W.
Começando no Polo Norte, o meridiano 9º Este tem os seguintes cruzamentos:
| País, território ou mar | Notas                                                             |
| ----------------------- | ----------------------------------------------------------------- |
| Oceano Ártico           |                                                                   |
| Oceano Atlântico        |                                                                   |
| Noruega                 | Ilha de Hitra e continente                                        |
| Escagerraque            |                                                                   |
| Dinamarca               | Vendsyssel-Thy                                                    |
| fiorde de Lim           |                                                                   |
| Dinamarca               | Jutlândia                                                         |
| Alemanha                |                                                                   |
| Suíça                   |                                                                   |
| Itália                  |                                                                   |
| Mar Mediterrâneo        | Mar Lígure                                                        |
| França                  | Córsega                                                           |
| Mar Mediterrâneo        | Estreito de Bonifacio                                             |
| Itália                  | Sardenha                                                          |
| Mar Mediterrâneo        | Passa a leste das Ilhas Galite, Tunísia                           |
| Tunísia                 |                                                                   |
| Argélia                 |                                                                   |
| Níger                   |                                                                   |
| Nigéria                 |                                                                   |
| Camarões                |                                                                   |
| Oceano Atlântico        | Golfo da Guiné - Passa a leste da ilha de Bioko, Guiné Equatorial |
| Gabão                   |                                                                   |
| Oceano Atlântico        |                                                                   |
| Oceano Antártico        |                                                                   |
| Antártida               | Terra da Rainha Maud, reclamada pela Noruega                      |